# Coteaux d’Ancenis
Das Weinbaugebiet Coteaux d’Ancenis ist Teil des Gebiets Pays Nantais und somit der Weinbauregion Loire. Seit dem 22. Januar 1954 (die letzte Änderung des Dekrets erfolgte am 17. November 1983) verfügt das Gebiet über den Status eines Vin Delimité de Qualité Supérieur (kurz VDQS). Das Weinbaugebiet liegt sowohl auf der orographisch linken wie auch rechten Seite der Loire bei der Stadt Nantes. Auf einer bestockten Rebfläche von ca. 260 Hektar werden im Durchschnitt jährlich ca. 17.500 hl Wein geerntet.
Zugelassene Rebflächen befinden sich in den Gemeinden Mauges-sur-Loire  und Orée d’Anjou im Département Maine-et-Loire sowie den Gemeinden Ancenis, Le Cellier, Couffé, Divatte-sur-Loire, Ligné, Loireauxence, Mauves-sur-Loire, Mésanger, Mouzeil, Oudon, Saint-Géréon, Saint-Sébastien-sur-Loire, Teillé, Thouaré und Vair-sur-Loire im Département Loire-Atlantique.
Im Süden grenzt das Gebiet an die Appellation Muscadet Sèvre et Maine. Geographisch ist das Gebiet nahezu deckungsgleich mit der Appelation Muscadet-Coteaux de la Loire. Unter diesem Namen werden vorrangig die frischen Weißweine der Region vermarktet.
Zur Herstellung der trockenen Rotweine und Roséweine sind Rebsorten Cabernet Franc, Cabernet Sauvignon, Gamay sowie die Färbertrauben Gamay de Chaudenay und Gamay de Bouze zugelassen. Der Anteil der Färbertrauben darf 5 % nicht überschreiten. Vor der Vergärung muss der natürliche Mindest-Zuckergehalt (→ Mostgewicht) des Mosts 144 g/l betragen (beim Roséwein 136 g/l), was einem Alkoholgehalt von 9 Vol.-% im Wein entspricht. Falls in schlechten Jahren einer Chaptalisation zugestimmt wird, darf der Alkoholgehalt des fertig vergorenen Weines nicht 12,5 Vol.-% (beim Roséwein 12 Vol.-%) übersteigen.
Beim Anbau überwiegt der Anteil des Gamay. Die Rot- und Roséweine sind in der Regel aromatisch und fruchtig. Im Wein klingen Aromen von Kirsche, Erdbeere und Himbeere an. Die Weine sollten jung bei einer Trinktemperatur von 15–16 °C genossen werden.
Neben den Rotweinen wird noch eine sehr kleine Menge von Weißweinen aus den Rebsorten Chenin Blanc und Pinot Blanc (hier häufig Malvoisie genannt) hergestellt.
Der Ertrag ist seit 1960 auf 40 hl/ha beschränkt.